# Elzach
Elzach (phát âm tiếng Đức: [ˈɛlt͡sax] ⓘ; Tiếng Đức thấp Alemannic: Elze) là một thị trấn thuộc huyện Emmendingen, bang Baden-Württemberg, Đức. Nơi đây nằm bên bờ sông Elz, cách Freiburg 26 km về phía đông bắc. Dân số đô thị thời điểm 31 tháng 12 năm 2020 là 7322 người.

## Thành phố kết nghĩa
Worthing, Vương quốc Anh
 Ville, Pháp
 Telfs, Áo